# Эмма (графиня Прованса)
Эмма (фр. Emma;р. 975/980,  ум. после 1024) — графиня Прованса после 1037 года, дочь графа Ротбальда III и Ирменгарды.

## Биография
В 1024 году Эмма вместе с мужем сделала дарение аббатству Сен-Виктор в Марселе. Хартия об этом стала последним прижизненном документом, в котором она упоминается. Вся остальная информация основана на предположениях.
После смерти около 1037 года своего брата Гильома III, Эмма унаследовала титул графини Прованса. Точно неизвестно, владела ли Эмма частью графства, которое позже было известно как Прованская марка, или управляла всем графством совместно с представителями другой ветви Прованского дома. Муж Эммы, граф Тулузы Гильом III Тайлефер, к тому моменту был уже мёртв.
Незадолго до смерти Эмма передала титул своему второму сыну Бертрану. На этом основании графы Тулузы позже претендовали на Прованс.

## Брак и дети
Муж: Гильом III Тайлефер (970/975 — сентябрь 1037), граф Тулузы, Нима, Альби и Керси, маркиз Готии с 972/979. Дети:
- Понс Гильом (995/997—1060) — граф Тулузы 1037—1060
- Бертран I (997/998—после 23 апреля 1040) — граф Прованса